# NGC 1978
NGC 1978 (również ESO 85-SC90) – niezwykle masywna gromada kulista, znajdująca się w gwiazdozbiorze Złotej Ryby w odległości około 160 000 lat świetlnych od Drogi Mlecznej. Została odkryta 6 listopada 1826 roku przez Jamesa Dunlopa. Gromada ta znajduje się w Wielkim Obłoku Magellana. Wiek gromady szacuje się na około 3,5 miliarda lat.